# 欸你這週要幹嘛
欸你這週要幹嘛是臺灣的YouTuber團隊，由姊姊Ariel、妹妹Shine和弟弟阿勳等人組成 ，創始人為彭恩慈(Ariel)，頻道影片於2018年5月10日正式開播。
頻道知名影片系列包括妹妹接歌、國內外旅遊攻略、日常生活系列、Podcast《欸來香》、自製娛樂綜藝《Let's Play欸Game》等，因頻道風格深入台灣的風土民情廣受好評，同時亦決定開設電商尋找永續 。

## 簡介

### 創立頻道
「欸你這週要幹嘛」頻道創辦人為彭恩慈(Ariel)，2018年開始在YouTube平台上傳旅遊影片，2019年10月8日成立欸你這週要幹嘛工作室；2022年10月6日改為欸你這週要幹嘛有限公司。

### 起源
本來是上班族的Ariel，每到周末放假因為不甘心浪費假期待在家裡，逢人便問：「欸你這週要幹嘛？」開啟她以影片拍攝記錄家人朋友日常生活、周末出遊的契機。他在頻道簡介自述：「得了一種假日不出門就會躁鬱致死的病！（求在家日落到天黑的心理陰影面積），反正哪裡有好玩的就哪裡去阿！」

### 影片發布時間
固定為每週一中午12點整發布於YouTube平台上進行首播；有時週四中午12點整也會不定時上片。

## 音樂作品

### 單曲
| 日期           | 作品               | 作詞     | 作曲        | 備註       | REF                  |
| -------------- | ------------------ | -------- | ----------- | ---------- | -------------------- |
| 2020年12月21日 | 《一起放個假》     | 阿達A/DA | 阿達A/DA    |            | [ 10 ] [ 11 ] [ 12 ] |
| 2021年5月10日  | 《欸你這週要幹嘛》 | Ariel    | Shine、崇崇 | 頻道主題曲 | [ 13 ] [ 12 ]        |

## 得獎紀錄
| 年份   | 典禮                         | 獎項           | 作品                                                        | 結果 | REF           |
| ------ | ---------------------------- | -------------- | ----------------------------------------------------------- | ---- | ------------- |
| 2020年 | 第2屆走鐘獎                  | 最佳女主角獎   | 【東京過生日ep.2】整個迪士尼樂園狂要生日貼紙！              | 提名 | [ 14 ]        |
| 2021年 | 第3屆走鐘獎                  | Travel Maker獎 | 【花蓮最野行程 ep.2】半夜12點下海抓螃蟹！踩到海草滑跤受傷！ | 提名 | [ 15 ]        |
| 2021年 | 第3屆走鐘獎                  | 最佳MV獎       | 【一起放個假】阿達A/DA feat.欸你這週要幹嘛                  | 提名 | [ 15 ]        |
| 2021年 | 第3屆走鐘獎                  | 最佳巧妙置入獎 | 【露營系列】揭曉大姐肚子裡第二胎的性別啦！苗栗露營！        | 提名 | [ 15 ]        |
| 2021年 | 第二屆康泰納仕社群風格名人獎 | 旅遊類潛力新星 | 不適用                                                      | 獲獎 | [ 16 ]        |
| 2022年 | 第4屆走鐘獎                  | 最佳MV獎       | 【頻道主題曲】《欸你這週要幹嘛》                            | 提名 | [ 17 ]        |
| 2022年 | 第4屆走鐘獎                  | 年度女創作者獎 | 【主題曲幕後花絮】耗時五個月！冷水15度跳下去！              | 提名 | [ 17 ] [ 18 ] |

## 爭議

### 被質疑受中國邀請行文化統戰
2024年8月，網紅波特王揭露中國邀請台灣網紅赴陸拍片進行文化統戰，引發關注。當時在新疆旅遊的Ariel等人受到網友猜測。Ariel隨後澄清並沒有規劃拍片或收取任何費用，但因使用「內地」一詞與刪除過去影片中幫香港反送中加油的片段，網友並不買單，指其行為可疑。

### 在陽明山放鞭炮破壞蝙蝠棲地
2025年3月，Ariel和團隊成員至陽明山遊玩，在蝙蝠的棲息地放鞭炮嬉鬧引起網友撻伐，台北市蝙蝠保育學會更發文痛批惡劣。事後頻道下架影片並發文道歉。陽明山國家公園管理處表示，此舉不僅違反「野生動物保育法」騷擾野生動物相關規定之外，亦違反「國家公園法」，將進行調查後依法開罰。

## 相關資料
1. ↑  郭采縈.「欸你這週要幹嘛」正妹Kelly懷孕！　男網集體失戀：沒機會了 （页面存档备份，存于）ETtoday新聞雲.2022-07-22
2. ↑  姚祖庭. . 三立新聞網. 2019-08-02  [2020-05-20]. （原始内容存档于2020-09-14）.
3. 1 2  ROYAL HUANG; CHRISTY DENG. . 《ELLE Taiwan》. 2020-04-05  [2020-05-20]. ISSN 1018-8649. （原始内容存档于2020-09-14）.
4. ↑  沈容玉.涼麵長這樣？嘉義限定主打「麻醬+美乃滋」　網喊：非常合理又好吃 （页面存档备份，存于）民視新聞網.2022-09-14
5. ↑  林政平.【KOL營業中】欸你這週要幹嘛「因疫情深入台灣風土」受好評 開設電商找尋永續 （页面存档备份，存于）yahoo!新聞.2022-09-14
6. ↑  欸你這週要幹嘛工作室
7. ↑  欸你這週要幹嘛有限公司
8. ↑  .   [2023-09-11]. （原始内容存档于2023-06-11）.
9. ↑  欸你這週要幹嘛Youtube頻道簡介
10. ↑  .   [2023-09-11]. （原始内容存档于2022-10-01）.
11. ↑  阿達腦補旅行 「欸你這週要幹嘛」直呼被設計
12. 1 2  .   [2023-09-11]. （原始内容存档于2022-03-17）.
13. ↑  .   [2023-09-11]. （原始内容存档于2023-02-03）.
14. ↑  .   [2023-09-11]. （原始内容存档于2020-05-26）.
15. 1 2 3  .   [2023-09-11]. （原始内容存档于2023-08-25）.
16. ↑  .   [2023-09-10]. （原始内容存档于2021-08-12）.
17. 1 2  .   [2023-09-11]. （原始内容存档于2022-12-11）.
18. ↑  .   [2023-09-11]. （原始内容存档于2023-05-16）.
19. ↑  . Newtalk新聞. 2024-08-29  [2025-03-11]. （原始内容存档于2025-03-26） （中文（臺灣））.
20. ↑  . 百萬YouTuber新疆旅遊遭出征！網友抓包「2疑點」本人急澄清：半年前就規劃了｜熱門話題. 2024-08-28  [2025-03-11]. （原始内容存档于2024-09-10） （中文（繁體））.
21. ↑  ETtoday新聞雲. . star.ettoday.net. 2025-03-11  [2025-03-11]. （原始内容存档于2025-04-30） （中文（繁體））.
22. ↑  NOWnews今日新聞. . NOWnews今日新聞. 2025-03-11  [2025-03-11] （中文（臺灣））.
23. ↑  Storm.mg. . www.storm.mg. 2025-03-13  [2025-03-13] （中文（臺灣））.

## 外部連結
- YouTube上的欸你這週要幹嘛頻道
- 欸你這週要幹嘛的Instagram帳戶
- 欸你這週要幹嘛的Facebook專頁